# فاطمه رهبر
فاطمه رهبر (۳۰ اردیبهشت ۱۳۴۳ –   ۱۷ اسفند ۱۳۹۸) سیاستمدار ایرانی بود که در دوره‌های هفتم، هشتم و نهم به‌عنوان نمایندهٔ تهران، ری، شمیرانات، اسلامشهر و پردیس در مجلس شورای اسلامی فعّالیت می‌کرد. او همچنین در انتخابات دورهٔ یازدهم توانست پیروز شود اما پیش از آغاز دوره یازدهم در اسفند سال ۱۳۹۸ درگذشت. 
رهبر در دوره‌های هفتم و هشتم مجلس شورای اسلامی ، نایب رئیس کمیسیون فرهنگ و در دورهٔ نهم نائب رئیس کمیسیون اصل نود قانون اساسی مجلس شورای اسلامی بود و همچنین عضو و رئیس فراکسیون زنان و خانواده را بر عهده داشت. وی عضو شورای مرکزی حزب مؤتلفه اسلامی بوده‌است. او همچنین معاونت حمایت و سلامت کمیته امداد امام خمینی را نیز بر عهده داشته‌است.

## فعالیت‌ها
او ازشاگردان معارف صحیفه سجادیه بانوی مجتهده معصومه لطفی سرگزی - از طلاب حوزه علمیه خواهران و عضوموسسه آموزش عالی حوزوی صحیفه سجادیه و رساله حقوقیه دارای فوق لیسانس ارتباط تصویری و دکترا معادل در مدیریت استراتژیک بود. رهبر، فعالیت‌های فرهنگی اش را از تدریس در آموزش و پرورش آغاز کرد. پس از آن در صدا و سیما به عنوان مدیر تولید شبکه اینترنت و دبیر شورای عالی سیاست گذاری اینترنت سازمان فعالیت نمود.
رهبر در طرح‌هایی مانند طرح افزایش نرخ باروری و پیشگیری از کاهش نرخ رشد جمعیت، لایحه کاهش ساعت کاری زنان از ۴۴ ساعت در هفته به ۳۶ ساعت، افزایش مرخصی زایمان، بیمهٔ زنان خانه‌دار، قانون حمایت از خانواده، راه‌اندازی شورای راهبردی زن و خانواده و تصویب و اجرای قانون عفاف و حجاب همراهی یا مشارکت داشته‌است.

## انتخابات ریاست جمهوری سال ۱۳۸۸
فاطمه رهبر از حامیان محمود احمدی‌نژاد در انتخابات ریاست جمهوری ۱۳۸۸ بود. وی سه روز پیش از انتخابات در تاریخ ۲۲ خرداد ۸۸ در اظهارنظری جنجالی گفت:
منتظر رای ۲۴ میلیونی احمدی‌نژاد باشید. با توجه به شور هیجایی که در شهرهای مختلف در خصوص انتخابات ایجاد شده بیش از ۳۵ میلیون از مردم در انتخابات شرکت خواهند کرد که حدود ۷۰ درصد آرا متعلق به آقای احمدی‌نژاد خواهد بود.

## درگذشت
فاطمه رهبر در تاریخ ۱۷ اسفند ۱۳۹۸ و پیش از آغاز به‌کار مجلس یازدهم، در پی شیوع کروناویروس در ایران بر اثر ابتلا به بیماری کروناویروس ۲۰۱۹ درگذشت. پیکر او روز بعد بدون برگزاری مراسم رسمی در قطعه ۲۱ بهشت زهرا دفن شد.

## تاریخچه انتخاباتی
| سال  | انتخابات          | رأی     | ٪     | رتبه | نتیجه              | منبع   |
| ---- | ----------------- | ------- | ----- | ---- | ------------------ | ------ |
| ۱۳۷۸ | مجلس شورای اسلامی | ۲۹۱٬۲۴۹ | ۹٫۹۴  | ۶۴اُم | شکست               |        |
| ۱۳۸۲ | مجلس شورای اسلامی | ۵۱۷٬۷۴۳ | ۲۶٫۲۶ | ۲۱اُم | پیروزی             | [ ۱۰ ] |
| ۱۳۸۶ | مجلس شورای اسلامی | ۴۴۳٬۵۱۸ | ۲۳٫۲۳ | ۱۵اُم | پیروزی             | [ ۱۱ ] |
| ۱۳۹۰ | مجلس شورای اسلامی | ۳۱۶٬۸۰۸ | ۱۳٫۵۷ | ۲۹اُم | راه‌یابی به دور دوم | [ ۱۲ ] |
| ۱۳۹۱ | مجلس شورای اسلامی | ۳۲۷٬۹۵۸ | ۲۹٫۱۱ | ۹اُم  | پیروزی             | [ ۱۳ ] |
| ۱۳۹۴ | مجلس شورای اسلامی | ۷۶۳٬۰۸۲ | ۲۲٫۱۸ | ۴۰اُم | شکست               | [ ۱۴ ] |
| ۱۳۹۸ | مجلس شورای اسلامی | ۷۸۷٬۴۸۵ | ۴۲٫۷۵ | ۱۲اُم | پیروزی             | [ ۱۵ ] |